# فرودگاه کینکردین/شپرد
 فرودگاه کینکردین/شپرد (به انگلیسی: Kincardine/Shepherd's Landing Airport) یک فرودگاه خصوصی است که یک باند فرود چمن دارد و طول باند آن ۷۳۲ متر است. این فرودگاه در کشور کانادا قرار دارد و در ارتفاع ۲۰۶ متری از سطح دریا واقع شده است.